# Accords d'Accra
Ne doit pas être confondu avec Accord de paix d'Accra concernant le Liberia.
Les Accords d'Accra appelés parfois Accords de paix d'Accra sont une série de trois documents adoptés à Accra, au Ghana, par les forces politiques ivoiriennes signataires de l'Accord de Linas-Marcoussis, respectivement le 29 septembre 2002 (Accra 1), le 7 mars 2003 (Accra 2) et le 30 juillet 2004 (Accra 3).